# KiSS1-Rezeptor
Der  KiSS1-Rezeptor (früher auch GPR54, engl. auch KiSS1-derived peptide receptor) ist ein G-Protein-gekoppelter Rezeptor, der das Peptidhormon Kisspeptin bindet.

## Funktion
Der KiSS1-Rezeptor, ein G-Protein gekoppelter Rezeptor vom Galanin-Typ, ist das Genprodukt des KiSS1R Gens (auch bekannt als GPR 54 Gen). Das Protein bindet das Peptidhormon Kisspeptin, das von dem Gen KiSS1 codiert wird. Die Verteilung des Genprodukts im Gewebe lässt eine Beteiligung an der Regulation hormoneller Funktionen vermuten. Diese Annahme wird durch Hinweise auf eine Rolle bei der Einleitung der Pubertät gestützt.

### Pubertätsgen
KiSS1R wird auch als Pubertätsgen bezeichnet. Es wurde bei der Untersuchung einer Großfamilie aus Saudi-Arabien entdeckt, deren Mitglieder überdurchschnittlich häufig an Idiopathischem Hypogonadotropem Hypogonadismus (IHH) litten. Diese Erkrankung führt dazu, dass die Pubertät völlig ausbleibt.
Nach Ansicht der Endokrinologin Stephanie Seminara vom Massachusetts General Hospital in Boston ist dieses Gen hauptverantwortlich für die Aktivierung der Pubertät. Vergleichbar mit einem Schalter aktiviert dieses Gen eine Kaskade weiterer Gene, die die typischen Merkmale der Pubertät auslösen: Ausbildung der sekundären Geschlechtsmerkmale, hormonelle Veränderungen, Menstruation etc.